# 臺北樂府樂旗藝術團
台北樂府樂旗藝術團（舊名為台北樂府室外樂旗隊團）成立於1996年，是台灣首支主要由各大專院校青年組成的樂旗隊，且不隸屬於任一學校社團，係台北市文化局立案的「演藝團體」，具非營利組織之特性；簡稱為台北樂府或樂府。

## 簡史
編制上分成銅管組、打擊組和視覺表演組（通稱為旗隊）。銅管組中包括了高音號、中音號、上低音號和倍低音號，1997年夏開始使用G調銅管樂器；2005年春換新全套銅管樂器，使用Bb調和F調銅管樂器，包括小號、行進圓號、行進上低音號和行進低音號；打擊組中又可分前排打擊和行進打擊，前排打擊包括了許多室內管樂團會使用的打擊樂器，例如木琴、鐵琴和定音鼓等等，行進打擊的編制中則有行進小鼓、行進中音鼓（五音鼓）和行進大鼓之分；視覺表演組是配合音樂和隊形變化，利用旗、槍、刀或其他道具，營造表演情境。樂旗隊屬於體育性的音樂活動，以樂器演奏和旗槍舞蹈能力，配合行進技巧與隊形變化，呈現表演的藝術價值。表演計畫以一「季」為一個單位；第一季起至第五季止，以數月為一季；第六季起，迄今，除第十一季係以三個月為一季之外，其餘皆以一年為一季。表演型態除了有On-Field的Marching Show，亦有On-Stage的Musical Spectacle（類似室內舞臺公演或音樂劇），並不定期辦理相關營隊（樂府營）。旗下之「台北樂府樂旗表演工作室」–Good Job，則專門提供客製化的商業表演服務，亦有自發性表演和公益表演。

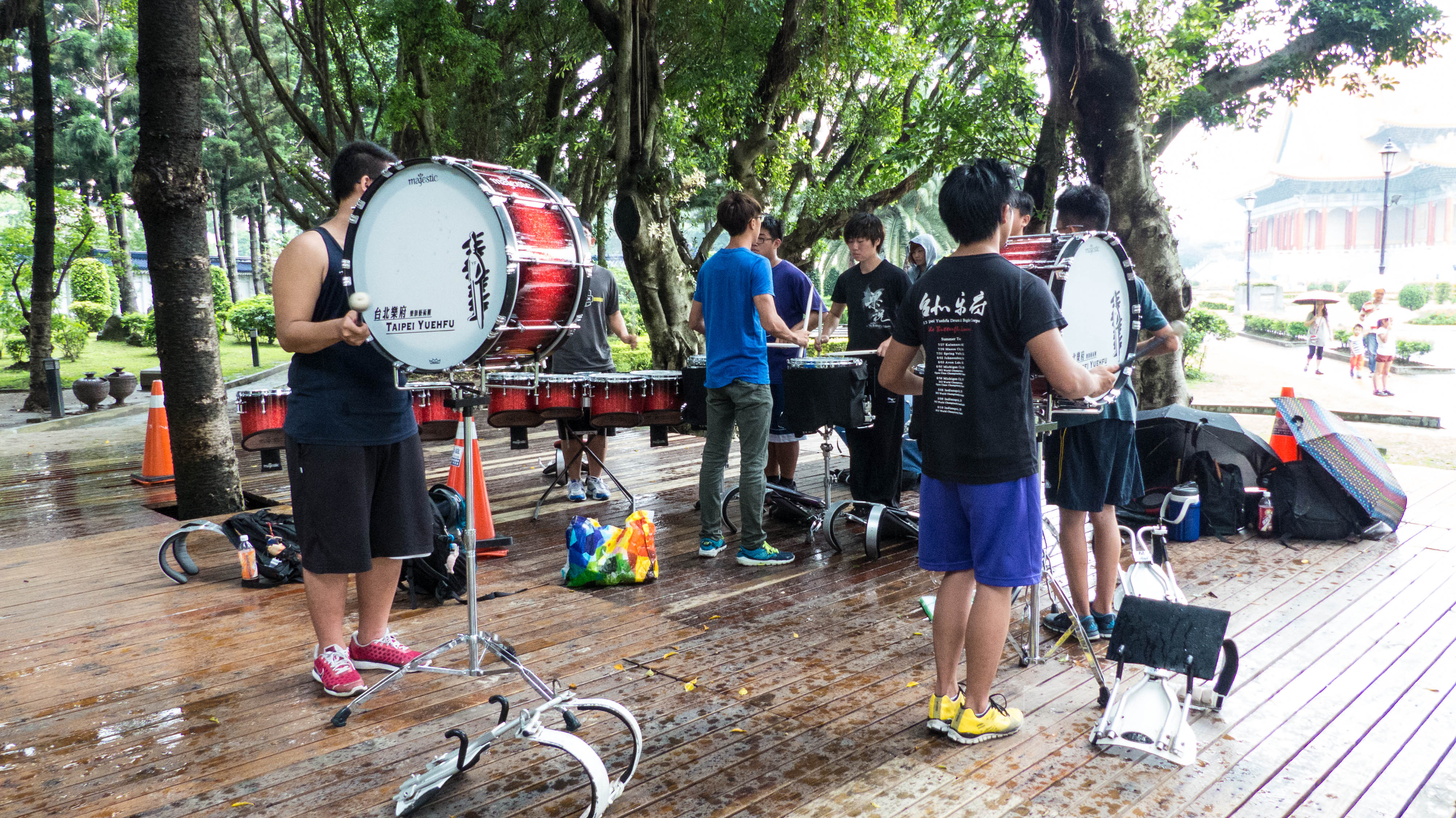
臺北樂府樂旗藝術團成員大雨中在國家戲劇院附近樹蔭下練習（2014年）。

- 1996年

07.21 「臺北樂府室外樂旗隊」團誕生
11.24 第一次在臺北國際樂儀旗隊觀摩大會中演出。
- 1997年

樂府第一個家在建中補校團練室
9~11月 參加表演活動之外，更在電視節目「冠軍家庭TV秀」贏得冠軍
12.28 首度參加嘉義市國際管樂節
- 1998年

樂府第二個家與當時的幻響管樂團合租
05.24 參加臺北樂儀旗舞暨啦啦隊比賽
07.07~07.17 舉辦樂府培訓營
11.22 第二次參加臺北國際樂旗舞隊觀摩大會
12.27 再度參加嘉義市國際管樂節
- 1999年

7~8月 第六季，首次赴澳洲參加世界樂旗錦標賽，以總排名第五名的優秀成績榮獲社區組第一名
08.29 參加鼓號繽紛嘉年華
10.10 參加中華民國八十八年國慶大典
1999.12.31~2000.01.01  三度參加嘉義市國際管樂節（亞太管樂節在嘉義），並以報紙版面發行府訊創刊號–「躍符」季刊（Taipei Yuehfu Post），在演出現場贈送觀眾。
- 2000年

樂府第三個家在中正藝文中心內某間記者室
02.13 第七季，在臺北市大安森林公園露天音樂台，舉辦第一次正式的冬季舞台公演
05.28 第三次參加臺北國際樂旗舞隊觀摩大會
7~8月 第七季，首次赴美國巡迴參加國際鼓號樂隊聯盟夏季音樂大賽，榮獲國際組冠軍金牌（82.350分）
08.21~08.26 舉辦樂府營
- 2001年

樂府辦公室在忠孝東路
樂府第四個家在公寓小房間
府胞以募款計劃認養樂府第五個家，在杭州南路
7~8月 第八季，再次赴美國巡迴參加國際鼓號樂隊聯盟夏季音樂大賽，再榮獲國際組冠軍金牌（84.600分）
08.28~08.29 在臺北市社教館及臺中市中興堂，舉辦室內舞台公演
- 2002年

01.26~01.30 舉辦旗隊研習營
7~8月 第九季，第三次赴美國巡迴參加國際鼓號樂隊聯盟夏季音樂大賽，除了獲得國際組冠軍外，更拿下分組Division III季軍銅牌之榮耀（85.350分）
09.07~09.08 在臺北市中山堂，舉辦室內舞台公演–Adventures on Earth
- 2003年

樂府的家搬遷至建中活動中心一樓
2002.10~2003.05 第十季，後半期與臺北市立建國高級中學樂旗隊合作，組成Spirit of Taiwan Marching Band，預訂於七月赴義大利參加 WAMSB World Championship，遭遇SARS疫情風暴期，被迫取消計畫
05.24 改版後的台北樂府官方網站（URL 沿用www.yuehfu.org）正式成立上線
08.14~08.19 舉辦暑期室外打擊營
12.27~12.28 第十一季，睽違四年後，四度參加嘉義市國際管樂節
- 2004年

3月 行政體系大變革，改設執行長與董事會議
5月 「躍符」季刊以電子郵件電子報的形式，復刊發行
05.20 參加中華民國第十一任總統、副總統宣誓就職典禮暨慶祝大會
08.18 舉辦夏季室內舞台公演–《越》，由旗隊和打擊組擔綱演出
08.19~08.24 與位在彰化的明道管理學院合作，舉辦夏季樂旗生活體驗營《大「彰」旗鼓》，規劃完整，包含體能訓練、組練、團練、分部課、講座、團康、成果發表會等，深獲營隊學員好評
- 2005年

更名為「臺北樂府樂旗藝術團」
7月~8月 第十二季，第四次赴美國巡迴參加國際鼓號樂隊聯盟夏季音樂大賽拿下分組Division III亞軍銀牌之榮耀（88.525分），創下樂府近幾年參加DCI以來最佳成績
- 2006年

5月 成立商業表演組–「臺北樂府樂旗表演工作室」（英文名為Good Job）(已解散)
07.22~07.23 臺北樂府團慶，在台北縣蘆洲市功學社音樂廳舉辦創團十週年紀念公演–《十歲‧拾穗》
- 2007年

06.03 受邀參加第一屆台灣音樂節演出
07.20~08.03 年度室內公演–《化合物》
08.12~08.18 於中正紀念堂，舉辦樂旗生活體驗營
- 2008年

03.16 接受中華職棒邀請，參與開幕戰演出
05.24 舉辦台北樂府家庭日
- 2009年

02.02~06 於嘉義大學舉辦《台灣樂旗體驗營》

## 歷年曲目
- 1996年 Theme from Shaft、Land of Make Believe、Eleanor Rigby
- 1997年 新世界交響曲
- 1998年 Feels So Good: chano (from Children of Sanchez、Feels So Good、Helichopter、El Gato Triste
- 1999年 悲慘世界組曲 Les Miserables
- 2000年 Russian Classics, With An American Twist: Festive Overture、Slava、Firebird Suite
- 2001年 樂府新典藏-鍾耀光的音樂：山祭舞(Symphony No.1 for Wind Orchestra: Part II - Mountain Ritual Dances)、節慶(Festive Celebration for Wind Orchestra)
- 2002年 樂府新典藏之二-伊藤康英與櫛田胅之扶的音樂(Funa Uta for Band)：船歌 by 伊藤康英、平安京之秋 by 櫛田胅之扶、三幕的交響曲第三樂章-生命 by 伊藤康英
- 2003年 悲慘世界組曲 ：Les Miserables
- 2003年 流金歲月(The Glorious Days)：Make His Praise Glorious、Send in the Clowns、Chorale and Shaker Dance
- 2005年 Dreams of Formosa： 波特萊爾的冒險、綠島小夜曲、搖嬰仔歌。
- 2006年 十歲‧拾穗-- YuehFu 10th Anniversary
- 2007年 化合物：金剛(選自電影配樂)、Malaga
- 2010年~2011年(第18季) eMotions：
Bright (from La Suerte De Los Tontos、愛在波西米亞、Putting It Together、Beautiful Mind)
Zealous (from  Brazil、Ubiquitous、Unstoppable、Caravan)
Sensitive (from  If I Could、Nobody Does Me、Libertango、Elephant)、
Optimistic (from  This Is The Moment、In The End、Birdland)
- 2011年~2012年(第19季) 西城故事組曲
- 2012年~2013年(第20季) 蝴蝶戀侶(梁山伯與祝英台) – 亙古的愛 ：Butterfly Lovers' Violin Concerto

## 相關連結
- 國際鼓號樂隊聯盟 （页面存档备份，存于） (DCI: Drum Corps International)
- 世界行進樂隊表演協會 (WAMSB: World Association of Marching Show Bands)
- 台北國際樂儀旗舞隊觀摩表演大會
- 嘉義市國際管樂節
- 香港管樂協會 （页面存档备份，存于） (HKBDA: Hong Kong Band Directors Association)
- 世界管樂協會 (WASBE: World Association for Symphonic Bands and Ensembles)

## 外部連結
- 台北樂府樂旗藝術團 官方網站 （页面存档备份，存于）